# Martin Ødegaard
Martin Ødegaard (Drammen, 17. prosinca 1998.) norveški je nogometaš, koji trenutačno igra za Arsenal. Od 2014. godine nastupa i za norvešku nogometnu reprezentaciju. 
Sin je bivšeg nogometaša Hansa Erika Ødegaarda. Započeo je svoju profesionalnu karijeru u Strømsgodsetu. Za Strømsgodset je debitirao u travnju 2014. godine i postao je tako najmlađi debitant u povijesti Tippeligaena. 
U siječnju 2015. godine je prešao u Real Madrid. Za prvu momčad Real Madrida je debitirao 23. svibnja 2015. protiv Getafea u 58. minuti. I u Real Madridu je nakon te utakmice postao najmlađi debitant u povijesti španjolskog kluba.
U siječnju 2017. je Norvežanin poslan na posudbu u nizozemski SC Heerenveen. U klubu iz Eredivisieja je veznjak ostao 18 mjeseci. Nakon toga se zadržao još neko vrijeme u Nizozemskoj, gdje je u sezoni 2018/19 igrao kao posuđen igrač za Vitesse. Narednu sezonu 2019/20 je proveo na posudbi u Real Sociedadu, da bi u zimskom transfer periodu 2021. godine bio posuđen Arsenalu. U susretu Lige Europe protiv Olympiacosa postigao je svoj prvi gol za Arsenal, dok je prvi gol u Premier League postigao u derbiju sjevernog Londona protiv Tottenham Hotspura igranom 14. ožujka 2021. godine.
Ødegaard je debitirao za Norvešku u kolovozu 2014. godine protiv Ujedinjenih Arapskih Emirata. Dva mjeseca kasnije je odigrao svoju prvu (europsku) kvalifikacijsku utakmicu protiv Bugarske. 
Protiv Ujedinjenih Arapskih Emirata je postao najmlađi debitant u povijesti norveške reprezentacije a protiv Bugarske najmlađi u kvalifikacijama za Europsko prvenstvo. U kvalifikacijskoj utakmici za Europsko prvenstvo u 2020. godini protiv Rumunjske je Norvežanin zabio prvijenac za domovinu u lipnju 2019. godine.